# Bad Bunny
Bad Bunny, pseudonimo di Benito Antonio Martínez Ocasio (Vega Baja, 10 marzo 1994), è un rapper, cantautore, produttore discografico, wrestler e attore portoricano.

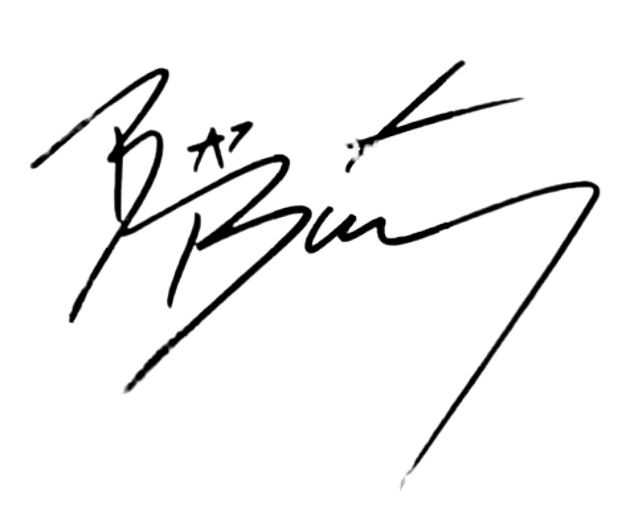
Firma di Bad Bunny

Dopo aver pubblicato alcune canzoni sulla piattaforma SoundCloud nel 2013, firmò con l'etichetta discografica Hear the Music nel 2016 e salì alla ribalta a livello internazionale due anni più tardi grazie ai singoli I Like It di Cardi B e J Balvin e Mía con il rapper Drake, il primo dei quali raggiunse la prima posizione della Billboard Hot 100 statunitense. Sempre al 2018 risale la pubblicazione dell'album in studio di debutto X 100pre, seguito nel 2019 dall'album collaborativo Oasis inciso insieme a J Balvin.
Il 2020 fu l'anno dell'affermazione definitiva negli Stati Uniti d'America, che lo vide esibirsi come artista ospite di Shakira durante l'halftime show dell'annuale Super Bowl e pubblicare gli album YHLQMDLG e El último tour del mundo, l'ultimo dei quali divenne il primo album interpretato interamente in lingua spagnola a raggiungere il primo posto della classifica dei dischi più venduti negli Stati Uniti. In virtù di questi successi, la rivista Time lo elesse come una delle cento persone più influenti dell'anno e risultò essere l'artista più riprodotto al mondo sulla piattaforma Spotify, primato che riconfermò anche nel 2021. Torna sulle scene musicali nel 2022 con il fortunato album Un verano sin ti, che supera il successo di vendite dei precedenti e diventa il disco più venduto dell'anno negli Stati Uniti. L'album è stato promosso da un tour negli stadi di America del Nord e America Latina.
Esponente di spicco del panorama musicale urban latino, Bad Bunny nel corso della sua carriera ha accumulato due premi Grammy, quattro Latin Grammy, due American Music Award, otto Billboard Music Awards e un MTV Video Music Award. Oltre alla musica, Bad Bunny è attivo nel wrestling professionistico, stabilendo una collaborazione con la massima federazione statunitense WWE.

## Biografia
È nato il 10 marzo 1994, nel quartiere Almirante Sur di Vega Baja, Puerto Rico. Il padre era un camionista e la madre è un'insegnante in pensione. Ha due fratelli più piccoli, Bernie e Bysael, considera i suoi amici intimi come parte della sua famiglia.
Martínez voleva diventare un cantante sin da quando era giovane. Da bambino, frequentava settimanalmente la chiesa con sua madre devotamente cattolica e cantava nel coro della chiesa fino all'età di 13 anni. Dopo aver lasciato il coro, sviluppò un interesse per gli artisti che sentì alla radio, in particolare Daddy Yankee e Héctor Lavoe. Pur essendo timido al liceo, ha spesso fatto freestyle per intrattenere i suoi compagni di classe, sviluppando una reputazione nella sua scuola per la sua creatività e umorismo. I suoi interessi adolescenziali includevano anche lo skateboard e il wrestling, entrambi i quali influenzarono la sua moda.
Ha affermato che, quando era giovane, sua madre voleva che diventasse ingegnere, suo padre invece un giocatore di baseball, mentre la sua insegnante gli aveva consigliato di diventare un pompiere. In seguito ha fatto dei corsi di comunicazione audiovisiva all'Università di Puerto Rico ad Arecibo.

## Carriera musicale

### 2013-2017: gli inizi

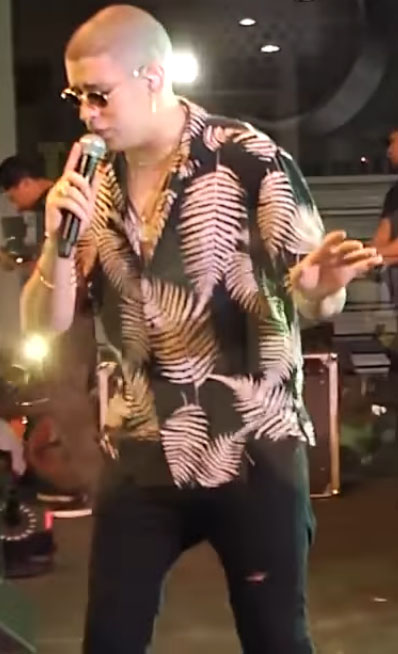
Bad Bunny durante un concerto nel 2017

Ha iniziato a scrivere e creare le proprie interpretazioni a 14 anni, fino a quando nel 2013, avrebbe iniziato a pubblicare le sue canzoni per mezzo di Soundcloud, tra cui «Get» nel 2013, «Tentacion» nel 2014, «Solo avisame» nel 2015, tra gli altri. Mentre lavorava in un supermercato come cassiere, Martinez, pubblicò brani come artista indipendente. La canzone Diles, sotto nome artistico di Bad Bunny, su SoundCloud, ha attirato l'attenzione del DJ Luian che lo ha firmato con la sua etichetta discografica, Hear this Music. Firmare per l'etichetta di DJ Luian gli ha permesso di lavorare con artisti latinoamericani più noti. Il suo singolo di debutto, Soy Peor, lo ha consacrato come precursore della scena trap latinoamericana e ha raggiunto la posizione numero 22 nella classifica Hot Latin Songs. Il testo e il mood di Soy Peor esprimono simultaneamente perdita e desiderio sessuale e sono stati descritti come incarnanti di un "sentimento politicamente vitale del luogo e del tempo".
Nell'estate del 2017, Bad Bunny ha firmato un contratto con Cardenas Marketing Network (CMN) per esibirsi in concerto in diversi paesi dell'America Latina. Ha partecipato al singolo Mayores di Becky G, pubblicato a luglio 2017. A partire da novembre 2017, Bad Bunny ha presentato il primo spettacolo in lingua spagnola di Beats 1, Trap Kingz. Sempre a novembre 2017, il brano di Bad Bunny, Tu No Metes Cabra ha raggiunto la posizione 38 della classifica Hot Latin Songs. Per il remix della canzone, è stato addirittura richiesto il rilascio dal carcere di Anuel AA. Nello stesso periodo esce la canzone Sensualidad, collaborazione tra Bad Bunny, J Balvin e Prince Royce, che ha raggiunto la posizione numero 8 della Hot Latin Songs.

### 2018-2019: il successo,X 100preeOasis

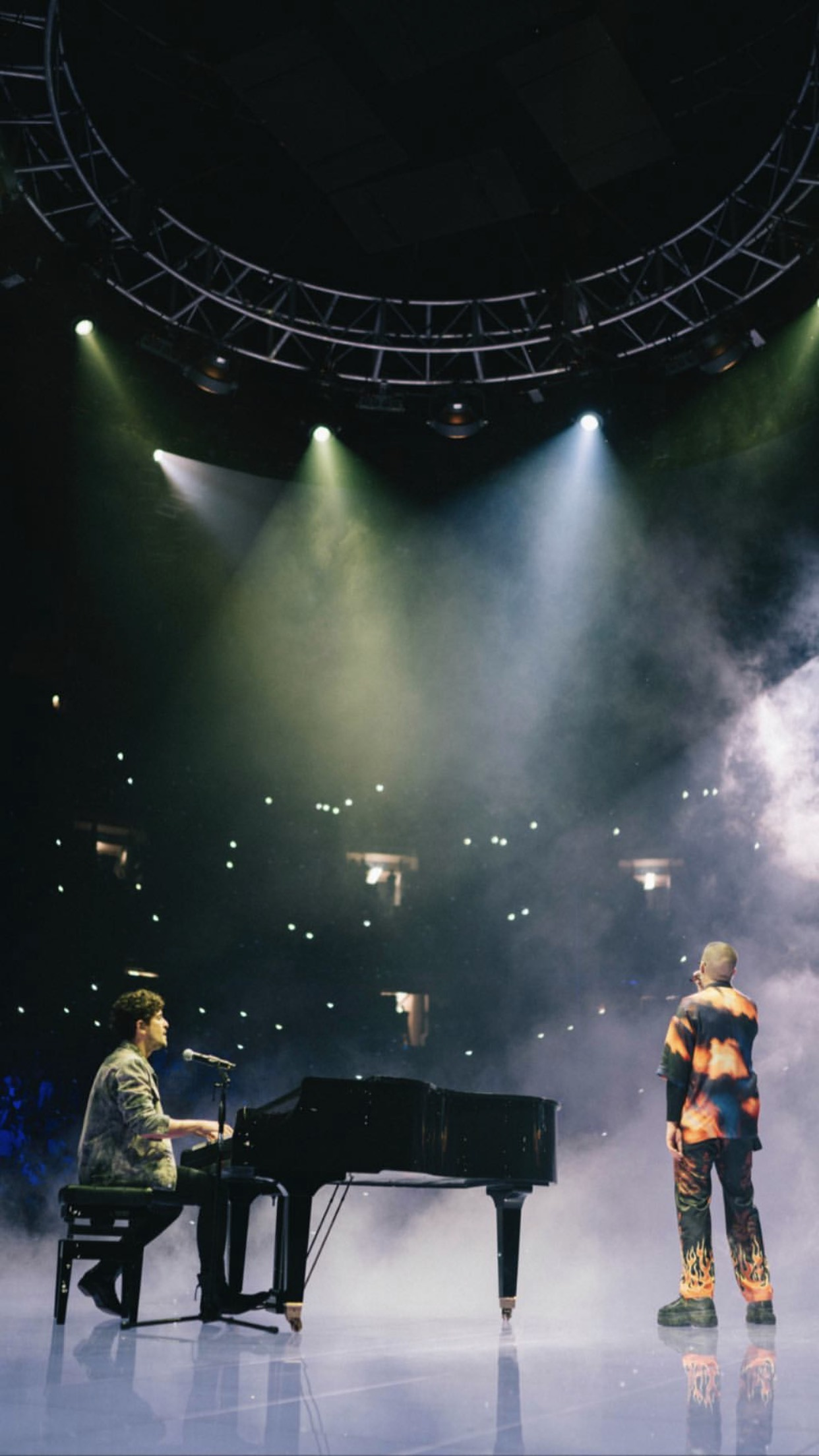
Bad Bunny durante un concerto con Tommy Torres nel 2019

Nel 2018, Bad Bunny partecipa al remix di Te boté con Nio García, Darell, Casper Magico, Ozuna e Nicky Jam; il brano fu un successo commerciale e raggiunse la posizione numero uno della Hot Latin e la numero 36 della Billboard Hot 100, oltre che la posizione 11 della classifica italiana. Nello stesso anno, Bad Bunny viene ingaggiato, insieme a J Balvin, dalla rapper statunitense Cardi B per il singolo I Like It, arrivato primo nella Billboard Hot 100: è il suo primo singolo alla numero uno nella Hot 100. Il video musicale della canzone è stato girato a Miami nel marzo 2018. Il 21 luglio 2018, Bad Bunny ha tenuto uno spettacolo di cinque minuti al Tomorrowland Festival in Belgio come parte del set presentato da Alesso, che lo ha invitato ad esibirsi.
Il 27 settembre 2018, Bad Bunny collabora con Marc Anthony e Will Smith, nella canzone Está Rico. L'11 ottobre, Bad Bunny ha pubblicato Mia, una collaborazione con Drake, dove il rapper canadese canta anche in spagnolo. Nel mese di novembre, Bad Bunny ha pubblicato Te Guste con Jennifer Lopez, con un video diretto da Mike Ho. Bad Bunny ha pubblicato il suo album di debutto X 100pre alla vigilia di Natale 2018 subito dopo aver lasciato l'etichetta di DJ Luian Hear this Music, rivelando su un live stream di Instagram che non gli è mai stato permesso di fare un album e confessando di aver prodotto la sua musica da solo. In seguito si è unito alla Rimas Entertainment.
Dall'8 al 10 marzo 2019, Bad Bunny si è esibito in un concerto tutto esaurito nel weekend presso il Coliseum José Miguel Agrelot di San Juan, il suo debutto nella principale sede di intrattenimento di Porto Rico. Il concerto iniziale di due date è stato esaurito nel giro di poche ore, suggerendo un terzo appuntamento, dopo molte speculazioni e richieste, compresi i biglietti per studenti a prezzo speciale. Il concerto del fine settimana è stato ispirato alla nostalgia portoricana degli anni novanta attraverso elementi visivi dell'artista locale e illustratore Sergio Vázquez; gli spettacoli hanno anche riportato un breve segmento introduttivo con il famoso spettacolo degli anni '90 No te duermas e il suo ospite, Antonio Sánchez "El Gángster". Molti artisti sono saliti sul palco, tra cui Becky G, J Balvin, Wisin e Yandel e Arcángel. Il 28 giugno seguente pubblica, in collaborazione con J Balvin, l'album Oasis, che ha debuttato alla nona posizione della Billboard 200 e alla prima posizione dei migliori album latini. Nel mese di luglio pubblica il singolo Afilando los Cuchillos in compagnia del connazionale Residente, esprimendo il proprio disappunto nei confronti del governatore del Paese Ricardo Rosselló.

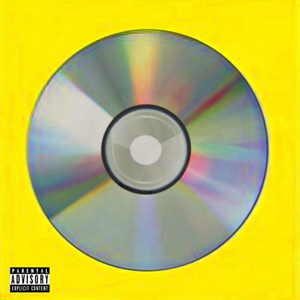
Copertina di Las no que iban a salir

### 2020-2021:YHLQMDLG,Las que no iban a salireEl último tour del mundo
Nel febbraio 2020, Bad Bunny è stato ospite nell'halftime show del Super Bowl LIV insieme a Shakira e Jennifer Lopez. Il 27 dello stesso mese è ospite al The Tonight Show presentato da Jimmy Fallon, dove annuncia l'uscita di un nuovo album, intitolato YHLQMDLG, prevista per il 29 febbraio. L'album ha debuttato alla seconda posizione della Billboard 200, divenendo fino a quel momento l'album ispanico con il posizionamento più alto mai registrato. Il 27 marzo 2020, Bad Bunny pubblica il videoclip ufficiale del singolo Yo perreo sola, estratto dal suo terzo album, in collaborazione con la cantante Nesi, in cui appare vestito da drag queen. Il 4 aprile pubblica su SoundCloud il brano En Casita, che esprime solidarietà nei confronti di tutte le persone in quarantena durante la pandemia di COVID-19. Il 10 maggio pubblica a sorpresa la sua prima compilation, Las que no iban a salir. Essa contiene collaborazioni con Don Omar, Yandel, Zion & Lennox, Nicky Jam e Jhay Cortez. Il cantante si è successivamente espresso su questa pubblicazione improvvisa, dichiarando: «Non c'era un vero significato dietro. Ho solo pensato "Dannazione. Ciò di cui la gente ha bisogno è l'intrattenimento"».
Nel luglio 2020 appare sulla copertina della rivista digitale Playboy, diventando il primo uomo ad apparirci dopo il suo fondatore, Hugh Hefner. La copertina è stata scattata dal fotografo Stillz a Miami e inoltre, all'interno della rivista, è presente un articolo di approfondimento intitolato "Bad Bunny is Not Playing God". Il mese successivo la sua canzone Pero ya no è apparsa in una pubblicità per la campagna elettorale presidenziale degli Stati Uniti di Joe Biden. Il 20 settembre l'artista si esibisce a sorpresa in un concerto gratuito dalla cima di un camion a pianale, attraversando le strade di New York. Il 27 novembre 2020 pubblica il suo quarto album El último tour del mundo, che diviene il primo album realizzato interamente in spagnolo ad arrivare primo nella Billboard 200. Il singolo Dákiti, in collaborazione con Jhay Cortez, diventa la sua terza top ten nella Hot 100.
Alla fine dell'anno il rapper e il suo album YHLQMDLG sono diventati rispettivamente artista e album più ascoltati del 2020. Contestualmente, è stata la prima volta che un artista musicale non anglofono è arrivato in cima alla classifica di fine anno. L'album ha ricevuto un Grammy Award al miglior album pop latino alla 63ª edizione dei Grammy Awards. Il 20 febbraio 2021 ha eseguito i brani La noche de anoche con Rosalía e Te Deseo Lo Mejor al Saturday Night Live condotto da Regé-Jean Page. Nel mese di luglio dello stesso anno, Bad Bunny diviene co-produttore del quinto album di Tommy Torres intitolato El Playlist de Anoche.  Nel settembre 2021 rientra nella lista delle 100 persone più influenti dell'anno stilata da Time. Nel frattempo, l'artista vince il premio di miglior album di musica urbana e miglior canzone rap/hip hop ai Latin Grammy Awards e un Grammy Award al miglior album di musica urbana alla 64ª edizione dei Grammy Awards. Il 24 dicembre 2021 viene pubblicato un cortometraggio e un video musicale intitolato Te Deseo lo Mejor in collaborazione con i creatori de I Simpson.

### 2022-2023:Un verano sin tieNadie sabe lo que va a pasar mañana
Nel gennaio 2022 Bad Bunny appare per la seconda volta su Vogue come modello delle migliori borse della stagione in corso. Nel mese di aprile, la Sony Pictures Entertainment ha annunciato l'artista come protagonista di El Muerto, un film ambientato nel Sony's Spider-Man Universe. L'uscita del film era prevista per il 12 gennaio 202, prima di essere definitivamente cancellata dalla programmazione. Il 6 maggio 2022 viene pubblicato il quarto album in studio dell'artista, Un verano sin ti, che ha debuttato al primo posto della classifica degli album statunitense rimanendoci per un totale di 13 settimane. L'album è stato definito come ikl più performante dell'anno nella classifica di fine anno stilata da Billboard, così come il più performante al mondo nel 2022 secondo l'International Federation of the Phonographic Industry, che premiato l'album con un Global Chart Award. L'album è inoltre risultato il più ascoltato di sempre nell'era dello streaming, ricevendo più tardi una candidatura per il Grammy Award all'album dell'anno. Il 5 agosto 2022 l'artista ha iniziato il World's Hottest Tour, che ha visitato un totale di 14 paesi in giro per il continente americano. Il tour è stato riconosciuto per aver avuto il maggior numero di incassi per un artista latino, guadagnando un totale di 232,5 milioni di dollari. Successivamente, Bad Bunny ha ricevuto il maggior numero di nomination agli American Music Awards (8), oltre che il premio di artista dell'anno da Billboard. Alla fine dell'anno, l'artista viene insignito dell'etichetta di artista più ascoltato dell'anno per la terza volta di fila.
Il 19 maggio 2023 Bad Bunny pubblica il suo primo singolo dell'anno, Where She Goes, in cui si avventura per la prima volta nella musica da Jersey club. Nel video musicale del brano sono presenti cameo di Frank Ocean, Lil Uzi Vert e Ronaldinho. In un'intervista per Vanity Fair del 12 settembre 2023, Bad Bunny ha affermato di non essere più coinvolto nella produzione di El Muerto dopo la sua rimozione dalla programmazione. Ha anche confermato di star lavorando ad un nuovo album con sound diversi capaci di richiamare alla musica anni 70. Dopo settimane di teaser e voci non confermate, il 13 ottobre 2023 viene pubblicato il nuovo progetto del rapper, intitolato Nadie sabe lo que va a pasar mañana. Esso contiene collaborazioni con Young Miko, Mora, Bryant Myers, Eladio Carrión e altri.

### 2024-presente:Debí tirar más fotos
Nel febbraio 2024 viene annunciato che Bad Bunny sarebbe stato uno dei presentatori della 96ª edizione dei Premi Oscar. Il 10 marzo successivo, in occasione del suo compleanno, pubblica il video musicale del brano Acho PR insieme ad Arcángel, De La Ghetto e Ñengo Flow. Il 19 settembre, dopo sei mesi, pubblica il singolo Una velita, in commemorazione della catastrofe causata nel suo paese natale dall'Uragano Maria.
Il 5 gennaio 2025 è la volta del suo sesto album in studio, Debí tirar más fotos, contenente 17 brani suddivisi in un insieme di generi che comprende salsa cubana, dembow dominicano e techno. L'album ha raggiunto in poco tempo la prima posizione della classifica globale di Spotify, divenendo tra l'altro l'album latino più ascoltato nella sua prima settimana con circa 235 milioni di ascolti. Successivamente, Bad Bunny ha annunciato un residency show di 30 date al Coliseo de Puerto Rico José Miguel Agrelot che si terrà tra luglio e settembre. Il 5 maggio 2025 il rapper annuncia il Debí tirar más fotos Tour, un tour mondiale da 23 date che percorrerà Europa, Asia e America Latina a partire dal mese di novembre.

## Carriera nel wrestling
Nel gennaio 2021 ha inoltre iniziato una collaborazione con la federazione statunitense di wrestling WWE, esibendosi dapprima nel pay-per-view Royal Rumble con il suo singolo Booker T (ispirato all'omonimo wrestler e tratto dall'album El último tour del mundo) e poi apparendo in svariate occasioni a Raw al fianco del connazionale Damian Priest. Successivamente, schienando Akira Tozawa, ha conquistato il WWE 24/7 Championship. In seguito, insieme a Priest, entra in rivalità con The Miz e John Morrison, affrontandoli in un tag team match durante la prima serata di WrestleMania 37. Priest e Bunny ottengono la vittoria, e Martinez si mette in mostra con un'ottima prestazione, ben al di sopra delle aspettative e degli standard di molte guest star precedentemente apparse in federazione.
Il 29 gennaio 2022, alla Royal Rumble, Bad Bunny torna a sorpresa in WWE, gareggiando nel Royal Rumble match maschile entrando al numero 27. Elimina Sheamus e Dolph Ziggler e resta tra gli ultimi cinque, venendo eliminato da Brock Lesnar, che poi vincerà il match. È tornato a bordo ring nell'aprile del 2023 aiutando Rey Mysterio a sconfiggere suo figlio Dominik Mysterio a WrestleMania 39, per poi presenziare e lottare contro l'ex amico Damian Priest a Backlash 2023 in Porto Rico, il match senza squalifiche fu vinto dal rapper.

## Stile musicale
Bad Bunny è principalmente un artista di latin trap. Come descritto da un articolo di Rolling Stone, Bad Bunny canta e rappa con un "tono di conversazione", impiegando "un tono basso e melmoso, melodie viscose e una cadenza da rapper." In un'intervista a Billboard, Bad Bunny ha dichiarato che le sue più grandi ispirazioni musicali sono Vico C, Héctor Lavoe, Tego Calderón, Daddy Yankee, Drake e Marc Anthony.
Nel video musicale del brano Neverita, l'artista ha reso omaggio al video musicale di Suavemente di Elvis Crespo, lasciando alla fine dello stesso un messaggio con scritto la frase "In onore al miglior video di tutti i tempi" in lingua spagnola. Crespo ha in seguito apprezzato il tributo e poco tempo dopo ha pubblicato una versione merengue del brano di Bad Bunny. Secondo Timothy Monger di AllMusic, i testi dell'artista «spaziano dall'umorismo e dal pathos al dolore e la rabbia».

## Immagine pubblica

### Moda
Lo stile di Bad Bunny è stato elogiato da molti stilisti e giornalisti, che lo hanno definito "paladino di una nuova mascolinità". L'artista è spesso apparso alle cerimonie di premiazione con unghie curate e lunghe, influenzando molto i vari artisti latini che hanno spesso condiviso il suo mix colorato di streetwear e sartoria. Nel 2020 Bad Bunny ha collaborato con Crocs per creare degli zoccoli fosforescenti ispirati al suo nuovo album YHLQMDLG.
Dal marzo 2021, Bad Bunny ha regolarmente collaborato con Adidas per ridisegnare varie collezioni all'interno della linea di sneakers per incorporare elementi culturalmente infusi che rappresentano l'artista e la sua vita. Durante la sua prima collaborazione con il marchio, ha dichiarato in una conferenza stampa: "Ho sempre amato le sneaker fin da quando ero bambino. Erano il dettaglio essenziale dello stile che volevo e del look che volevo avere... È qualcosa che ti definisce e allo stesso tempo unisce le persone. Bad Bunny ha ridisegnato diverse sneaker all'interno della linea del marchio, come Campus, Forum e Ballerina.
Nel novembre 2021, il rapper è apparso sulla copertina della rivista Allure, che ha messo in risalto il suo anticonformismo nel mondo della moda contribuendo a sfidare gli stereotipi di genere. Alla domanda sul suo ruolo nella rottura delle norme culturali, ha risposto riconoscendo i suoi predecessori, ma ha attribuito la sua influenza al tempismo e allo slancio.
Nel 2024 Bad Bunny è stato uno dei co-presidenti del Met Gala insieme a Jennifer Lopez, Zendaya e Chris Hemsworth.
Nel marzo 2025, Bad Bunny è diventato ambasciatore globale del marchio di intimo Calvin Klein. Per la sua campagna online, ha indossato la collezione di intimo maschile primavera 2025 e la pubblicità ha incassato un totale di 8,4 milioni di dollari in solo 48 ore. La campagna ha anche ricevuto 3,7 milioni di mi piace su Instagram e TikTok, mentre i video hanno ricevuto più di 56 milioni di visualizzazioni.  Il video promozionale della campagna conteneva il brano EoO, contenuto nell'album Debí tirar más fotos. L'artista è poi apparso sulla copertina di Vogue Messico e America Latina per l'edizione di maggio 2025.

### Attivismo
Bad Bunny ha criticato la mancanza di aiuti umanitari in seguito all'Uragano Maria, che ha devastato l'isola di Porto Rico. Successivamente, ha fondato la Good Bunny Foundation, che avrebbe distribuito giocattoli ai bambini che vivono in condizioni di povertà a Porto Rico.
Il 16 settembre 2022, Bad Bunny ha pubblicato il video musicale del brano El Apagón. Esso è accompagnato da un documentario diretto da Kacho Lopez Mari con un reportage diretto dalla giornalista Bianca Graulau che critica le carenze di rete elettrica e i continui black out causati da LUMA Energy.

### Opinioni politiche
Bad Bunny ha criticato le decisioni prese dal governo di Porto Rico di chiudere le scuole in favore dell'apertura di un numero sempre maggiore di carceri. Da allora è stato nominato ai Tu Musica Urban Awards di Telemundo come "Premio umanitario dell'anno".
Il 22 luglio 2019 si è unito ad artisti come Residente e Ricky Martin e ad oltre mezzo milione di portoricani chiudendo l'Expreso Las Américas, un'importante autostrada del paese, per protestare contro la corruzione del governo e chiedere le dimissioni di Ricardo Rosselló. Nel maggio 2020, L'artista ha deciso di non prendere posizione in merito al movimento di statualità portoricana dichiarando che avrebbe preferito rispondere in un secondo momento con maggiori chiarimenti. La risposta del cantante è arrivata del gennaio 2021, affermando che non avrebbe "mai voluto vedere Porto Rico diventare uno Stato".
Nel 2024, Bad Bunny ha anche espresso preoccupazione per la situazione nel suo nativo Porto Rico e ha esortato le persone a votare. Nell'ottobre dello stesso anno si è tenuto un comizio del candidato repubblicano Donald Trump al Madison Square Garden in vista delle elezioni presidenziali negli Stati Uniti d'America del 2024, in cui il comico Tony Hinchcliffe ha paragonato Porto Rico a "un'isola galleggiante di spazzatura in mezzo all'oceano". In risposta, Bad Bunny ha pubblicato sul proprio profilo Instagram diversi video della candidata democratica Kamala Harris che criticavano Trump. Poco più tardi, l'artista ha appoggiato Juan Dalmau del Partito Indipendente Portoricano alle elezioni governative del paese.

## Vita privata

### Relazioni
Nel 2017, mentre mangiava in un ristorante con la sua famiglia dopo essersi esibito a un concerto di Zion & Lennox, Bad Bunny incontrò la designer di gioielli Gabriela Berlingeri, con la quale si lega sentimentalmente dopo un iniziale periodo di collaborazione professionale. La relazione tra i due è terminata alla fine del 2022.
Nel 2023 Bad Bunny inizia a frequentare la modella Kendall Jenner. Nel settembre dello stesso anno, i due sono apparsi insieme in uno shooting per la campagna Valigeria di Gucci, che "esplora l'intimità del viaggiare insieme". La coppia si è separata del settembre 2024.

### Sessualità
Nel luglio 2018, Bad Bunny aveva criticato un salone di bellezza nelle Asturie, in Spagna, poiché rifiutatosi di prestargli servizio in quanto uomo; il post ha generato commenti omofobi e domande sulla sua sessualità. In seguito, il cantante ha risposto ai commenti d'odio offrendosi di ingravidare le mogli dei suoi detrattori. Poco tempo dopo il post è stato cancellato e Bad Bunny si è scusato decidendo in seguito di eliminare il proprio account Twitter.
A sostegno dei diritti LGBT, nel gennaio 2019 Bad Bunny ha criticato un tweet omofobo del cantante reggaeton Don Omar nei confronti di Ozuna. Durante un'esibizione al The Tonight Show Starring Jimmy Fallon nel febbraio 2020, ha richiamato l'attenzione sull'omicidio della donna transgender portoricana Alexa Negrón Luciano indossando una maglietta con su scritto "Hanno ucciso Alexa. Non un uomo con la gonna", facendo riferimento a notizie di cronaca che avevano mal interpretato il suo genere. Nel 2023, Bad Bunny è stato premiato per la sua alleanza con il GLAAD, un'organizzazione di difesa verso gli esponenti della comunità LGBT che gli ha successivamente assegnato un GLAAD Media Award.
Bad Bunny ha dichiarato pubblicamente di considerare la propria sessualità fluida. In un'intervista per il Los Angeles Times risalente al 2020, l'artista ha rilasciato le seguenti dichiarazioni: "In fin dei conti, non so se tra 20 anni mi piacerà un uomo. Non si sa mai nella vita. Ma al momento sono eterosessuale e mi piacciono le donne". Agli MTV Video Music Awards 2022, l'artista ha baciato un ballerino durante la sua esibizione del brano Tití Me Preguntó.

### Questioni legali
Nel marzo 2023, una donna che aveva avuto una relazione con Bad Bunny dal 2011 al 2016 ha intentato una causa da 40 milioni di dollari contro lui e il suo manager per l'utilizzo non autorizzato di una registrazione della sua voce. Secondo la causa, un audio del 2015 in cui la donna pronunciava la frase "Bad Bunny, baby" sarebbe stato usato senza consenso per i brani Pa Ti e Dos Mil 16.

## Discografia

### Album in studio
- 2018 – X 100pre
- 2019 – Oasis (con J Balvin)
- 2020 – YHLQMDLG
- 2020 – El último tour del mundo
- 2022 – Un verano sin ti
- 2023 – Nadie sabe lo que va a pasar mañana
- 2025 – Debí tirar más fotos

### Raccolte
- 2020 – Las que no iban a salir

## Tournée
- 2018 – La nueva religión tour
- 2019 – X 100pre tour
- 2022 – El último tour del mundo 2022
- 2022 – World's Hottest Tour
- 2024 – Most Wanted Tour
- 2025/26 – Debí tirar más fotos World Tour

Residency show
- 2025 – No me quiero ir de aquí

## Filmografia

### Cinema
- Fast & Furious 9 - The Fast Saga (F9: The Fast Saga), regia di Justin Lin (2021) – cameo non accreditato
- Bullet Train, regia di David Leitch (2022)
- Cassandro, regia di Roger Ross Williams (2023)
- Una scomoda circostanza (Caught Stealing), regia di Darren Aronofsky (2025)
- Happy Gilmore 2, regia di Kyle Newacheck (2025)

### Televisione
- Narcos: Messico – serie TV, 4 episodi (2021)

## Riconoscimenti

### Musica
- Grammy Award[156]
  - Best Latin Pop or Urban Album (2021) – YHLQMDLG
  - Best Música Urbana Album (2022) – El último tour del mundo
- Latin Grammy Award[157]
  - Best Urban Music Album (2019) – X 100pre
  - Best Reggaeton Performance (2020) – Yo perreo sola
  - Best Rap/Hip Hop Song (2021) – Booker T
  - Best Urban Music Album (2021) – El último tour del mundo

### Wrestling
- WWE
  - WWE 24/7 Championship (1)

## Doppiatori italiani
Nelle versioni in italiano delle opere in cui ha recitato, Bad Bunny è stato doppiato da:
- Diego Suarez in Bullet Train
- Stefano Sperduti in Cassandro
- Daniele Raffaeli in Un tipo imprevedibile